# Svatonina Lhota
Svatonina Lhota (dříve též Svatoňova Lhota, německy Wadetschlag) je osada v okrese Český Krumlov, součást městyse Frymburk. Spadá pod evidenční část obce Frymburk, která se jmenuje Blatná.

## Historie
První písemná zmínka o vsi pochází z roku 1375, kdy je v rožmberském urbáři ves uváděna jako Swathonina Lhota ad Frymburg. Bývala zde rychta. V letech 1869 až 1950 byla ves samostatnou obcí. Součástí této obce byly do poloviny 20. století tehdejší osady Blatná, Milná, Moravice, Mýtinka, Náhlov a Vřesná. Od roku 1950 byla ves osadou obce Frymburk, v letech 1961 až 1972 byla částí obce Frymburk. K 1. lednu 1973 jako část obce zanikla.

### Počet obyvatel a domů v letech 1869–1961
|           | 1869 | 1880 | 1890 | 1900 | 1910 | 1921 | 1930 | 1950 | 1961 |
| --------- | ---- | ---- | ---- | ---- | ---- | ---- | ---- | ---- | ---- |
| Obyvatelé | 97   | 92   | 79   | 116  | 137  | 143  | 138  | 23   | 36   |
| Domy      | 17   | 16   | 17   | 16   | 19   | 22   | 22   | 19   | –    |

Zdroj: Historický lexikon obcí České republiky 1869 - 2011

## Další fotografie

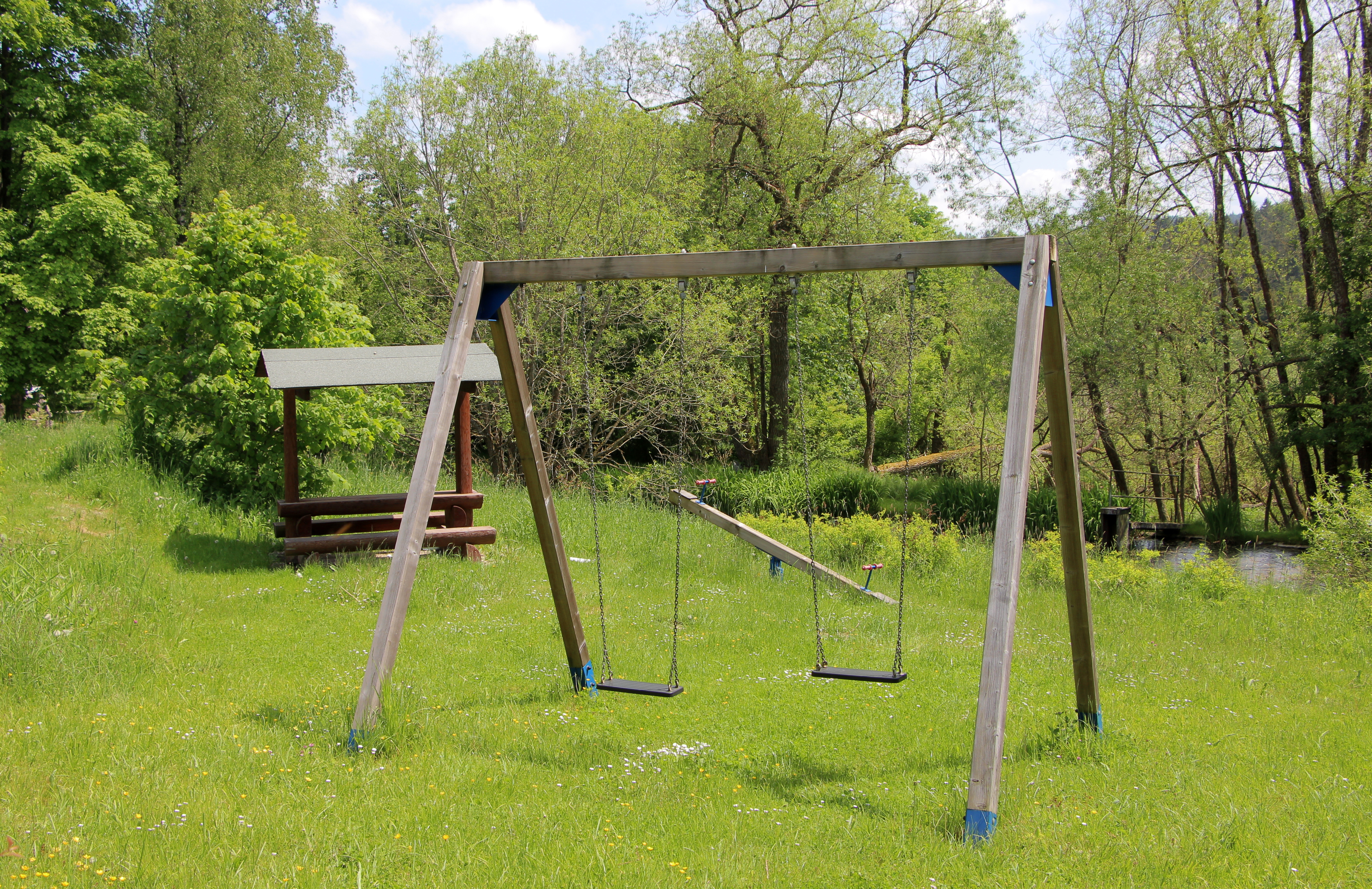
Dětské hřiště
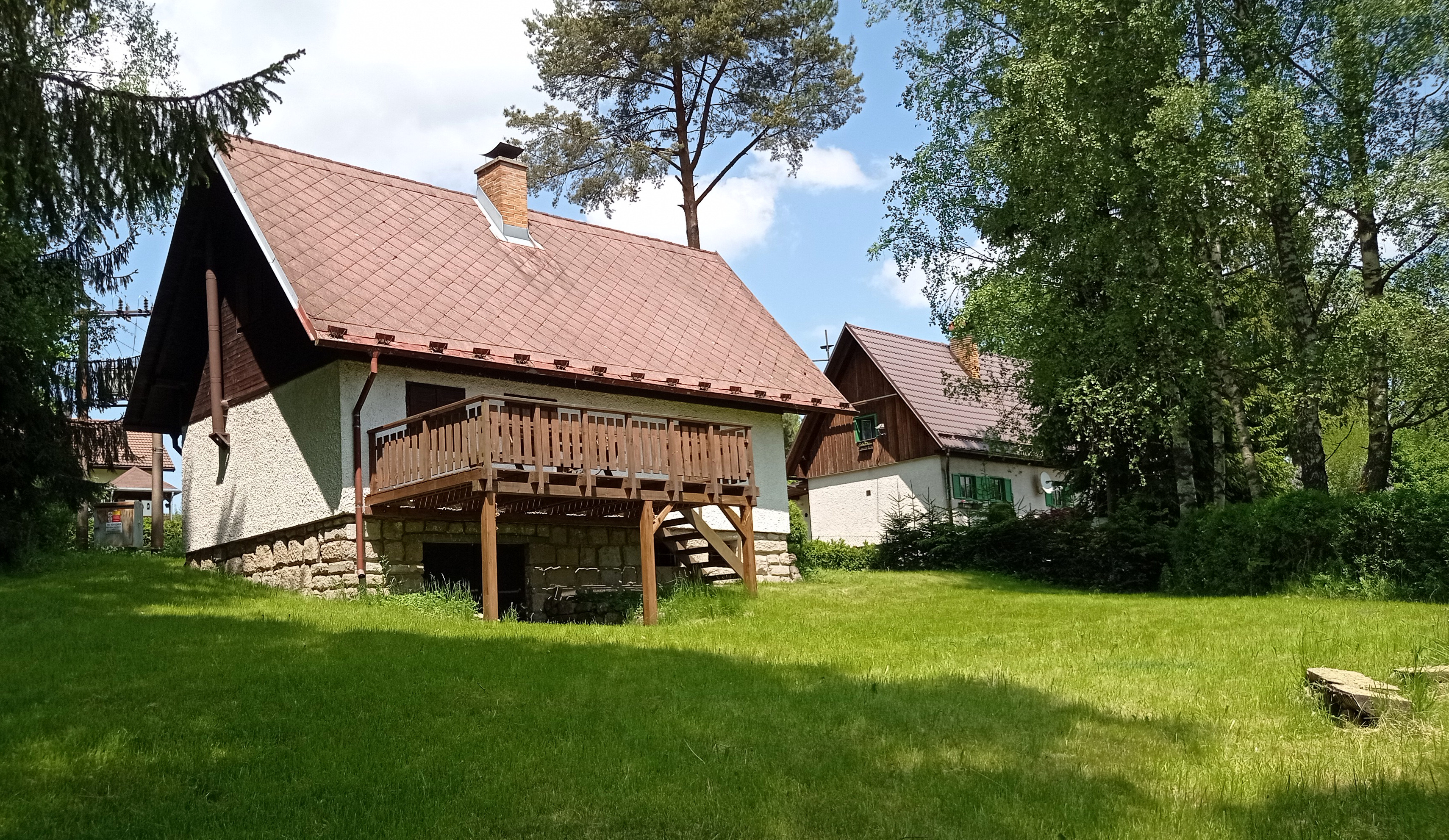
Dvě z mnoha místních chat
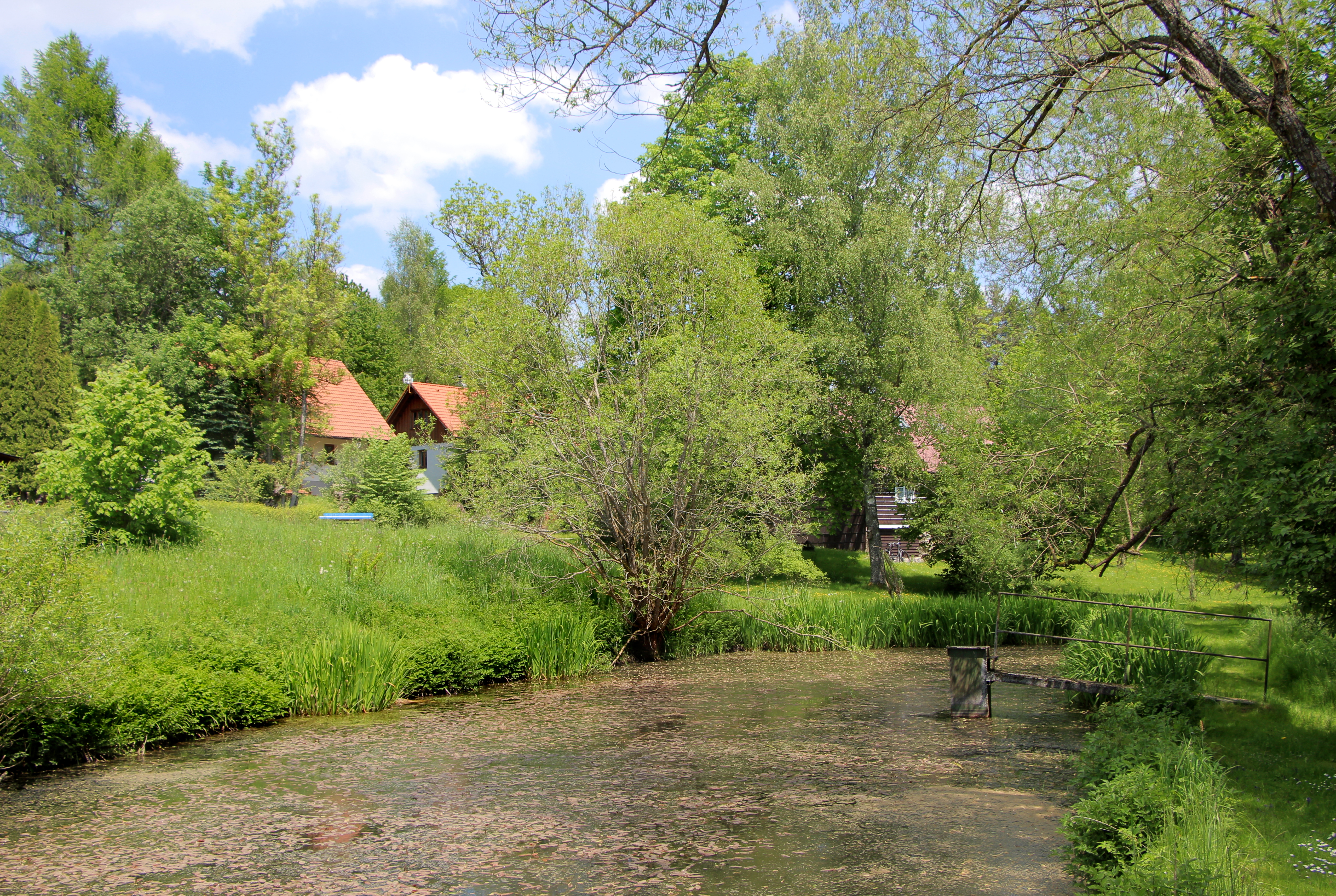
Místní rybník
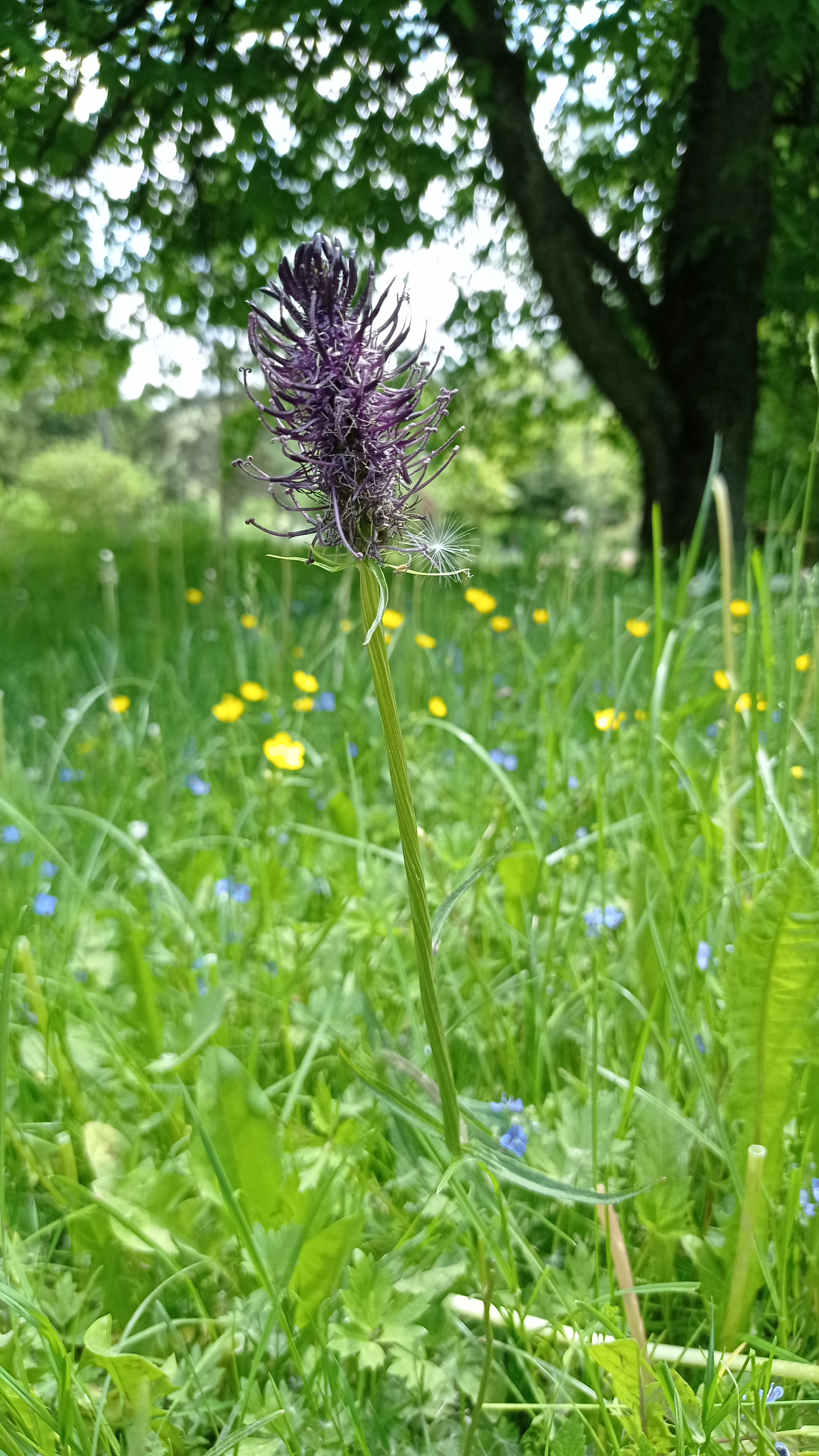
V osadě kvete zvoničník černý